# Mont Huygens
Mons Huygens

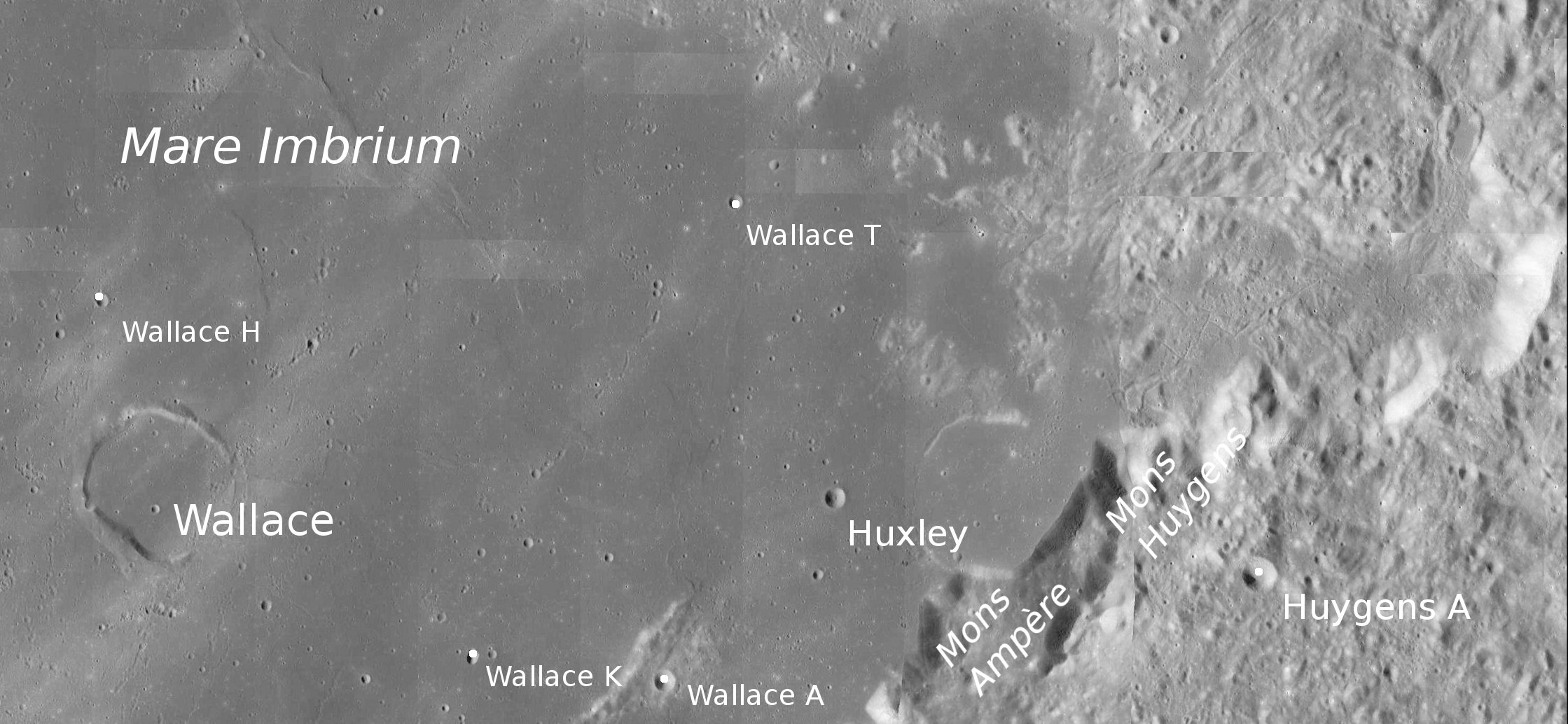
Le mont Huygens.

Le mont Huygens, en latin Mons Huygens, est un massif montagneux de la Lune nommé en l'honneur du savant hollandais Christian Huygens et situé par 20, −3.
Il appartient à la partie centrale de la chaine des Apennins, 25 kilomètres au nord-est du mont Ampère et environ 70 kilomètres au sud-ouest du mont Bradley (en).
Avec plus de 5 500 mètres, il est le plus haut relief base-sommet de la Lune, mais pas son point culminant (qui est lui situé sur le bord du cratère Engel'gardt et atteint 10 786 mètres).